# گروس کیسوو
گروس کیسوو (به آلمانی: Groß Kiesow) یک شهر در آلمان است که در فرپومرن-گرایفسوالد واقع شده‌است. گروس کیسوو ۱٬۴۸۵ نفر جمعیت دارد.